# 長谷川慎
長谷川 慎 （はせがわ しん、1972年3月31日 - ）は、日本の元ラグビー選手。ラグビー日本代表、およびスーパーラグビーサンウルブズのスクラムコーチ。2020年ヤマハ発動機 ハイパフォーマンスコーチ。

## プロフィール
- 京都府京都市出身。
- ポジションはプロップ(PR)。
- 日本代表キャップは40。
- 身長は179cm、体重は102kg。

## 来歴
4歳でラグビーを始める。それまではフッカーだったが、東山高等学校では2年で花園にプロップとして出場。中央大学ラグビー部ではフッカーに戻る。
1994年、中央大学法学部卒業後サントリーに入社。1995年に関東代表としてニュージーランドに遠征。
1997年の対香港戦で代表初キャップ。フランカーとしての交代出場であった。
1997,1998年度全国社会人大会準優勝。2000,2002年度日本選手権優勝。
2001年にはサントリー単独チームでウェールズ代表に勝利するという金星を挙げた。
2003年にはワールドカップのメンバーに選ばれ、4試合すべて出場した。
2007年現役引退。コーチとなる。
2019年8月29日、ラグビーワールドカップ2019日本代表スクラムコーチとして発表された。
2023年9月18日、ラグビーワールドカップ2023日本代表アシスタントコーチとして発表された。

## 競技歴
- 京都ラグビースクール→七条中学→東山高等学校→中央大学法学部→サントリー